# Inmigración estonia en Argentina
La inmigración de los estonios en la Argentina se inició a principios del siglo XX y continuó después de la Segunda Guerra Mundial.

## Historia
Al igual que sus vecinos bálticos, los estonios tienen una importante diáspora, creada sobre todo después de la Segunda Guerra Mundial. Aproximadamente hay 1.100.000 estonios en el mundo, de los cuales 930.000 viven en Estonia lo que representa un 85% del total el 15% restante se reparten principalmente en Rusia, Estados Unidos, Canadá, Brasil, Suecia y Finlandia.
Hay grupos de estonios organizados en más de 20 países: Argentina, Australia, Austria, Brasil, Canadá, Inglaterra, Finlandia, Francia, Alemania, Letonia, Lituania, Países Bajos, Nueva Zelanda, Noruega, Portugal, Rusia, Sudáfrica, Suecia, Suiza, Ucrania y Estados Unidos.
La mayoría de los estonios y sus descendientes en Latinoamérica se encuentran en Argentina (concentrados en Buenos Aires) y en Brasil (muchos concentrados en Sao Paulo), donde como pequeñas comunidades siguen funcionando. Muchos estonios que emigraron hacia Brasil dejaron este país para volver a su patria o para moverse hacia otros lugares en Norteamérica (principalmente a los Estados Unidos) y Sudamérica (principalmente a Argentina).

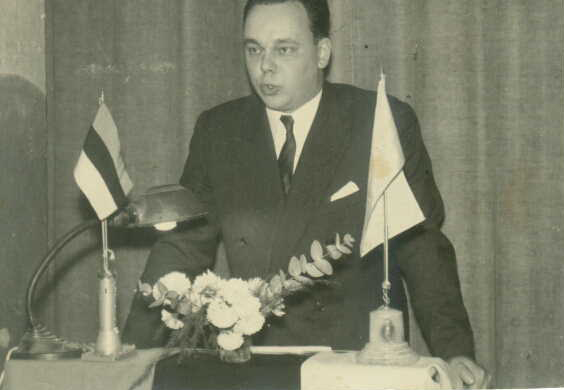
Discurso en la Sociedad Estonia de Buenos Aires.

La sociedad estonia de Argentina fue creada en 1924, es decir, mucho antes que en otros países con un mayor número de estonios. Al final de la segunda década del siglo XX había aproximadamente 3.000 estonios en la Argentina.
Hoy en día, cerca de 1.500 estonios residen en la Argentina, que son en su mayoría personas interesadas en el desarrollo de las relaciones con Estonia. En 2006, para satisfacer las necesidades de los estonios que viven en Argentina, una misión consular se organizó en Buenos Aires. En el transcurso de la misión, el cónsul de Estonia que reside en Nueva York realizó diferentes servicios consulares para los estonios locales.

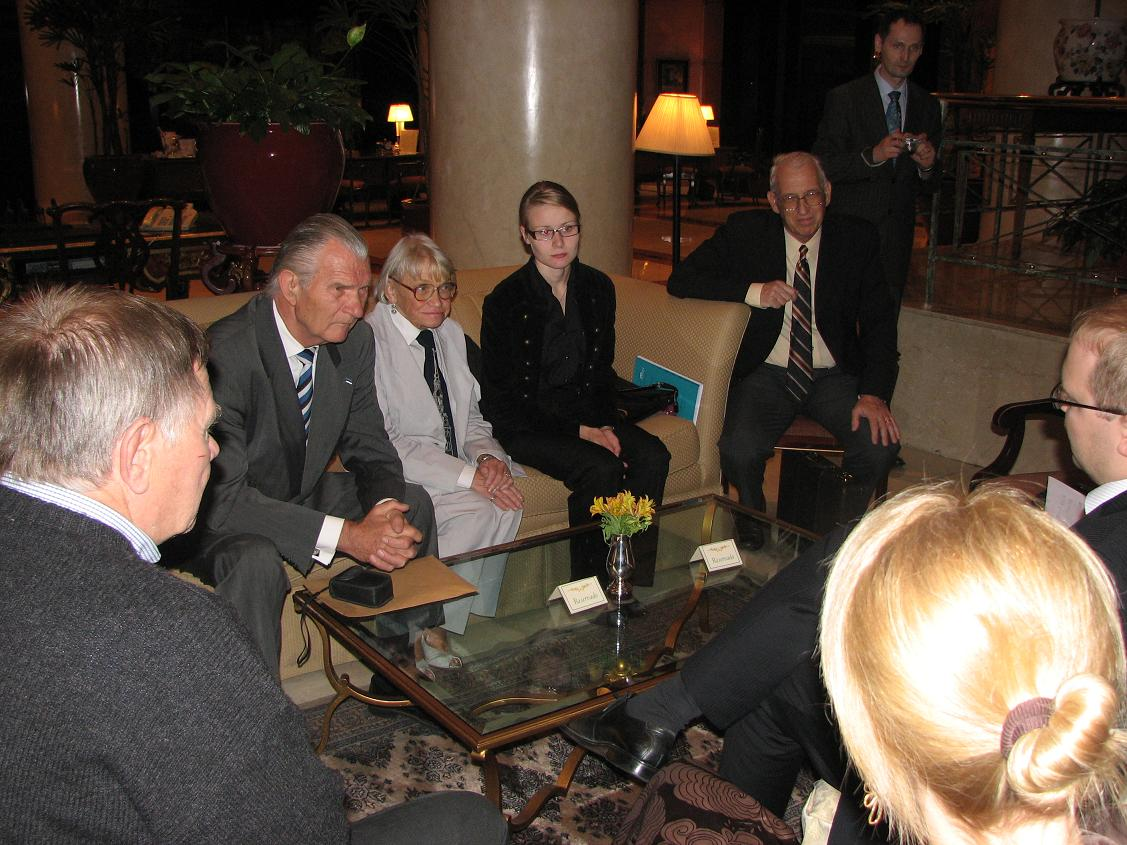
Estonios que viven en Argentina junto a diplomáticos de Estonia.

La comunidad estonia en Buenos Aires consiste en cerca de 50 familias con raíces estonias. Los miembros de las generaciones más jóvenes sólo tienen un pequeño conocimiento del idioma estonio.

## Iglesia Luterana
Los estonios, al igual que otros inmigrantes de Europa (como los alemanes, los daneses, los noruegos, los checos, los suecos, los finlandeses, los rusos, los eslovacos, los eslovenos, los húngaros, los letones, etc.) importaron a Argentina su religiosidad luterana.
La comunidad estonia dio origen a la Congregación Evangélica Luterana «La Reforma» hace más de 55 años. En la iglesia, que pertenece a la Iglesia Evangélica Luterana Unida en Argentina y Uruguay, se ofrecían misas en idioma estonio. En su aniversario 50 se realizó una exhibición de cuadros, libros y distintos elementos que evocan a la tradición cultural estonia. La iglesia se encuentra en Olivos, partido de Vicente López, a metros de la Residencia Presidencial sobre la calle Malaver, al 1100..
El 13 de octubre de 1970 se celebró un culto festivo en el Templo, junto a la Congregación alemana, este marcó el inicio del Centro Parroquial de la comunidad de Olivos. El culto se celebró en tres idiomas: estonio, alemán y castellano. Se esperaba que el idioma español fuese un factor de unidad entre las iglesias.

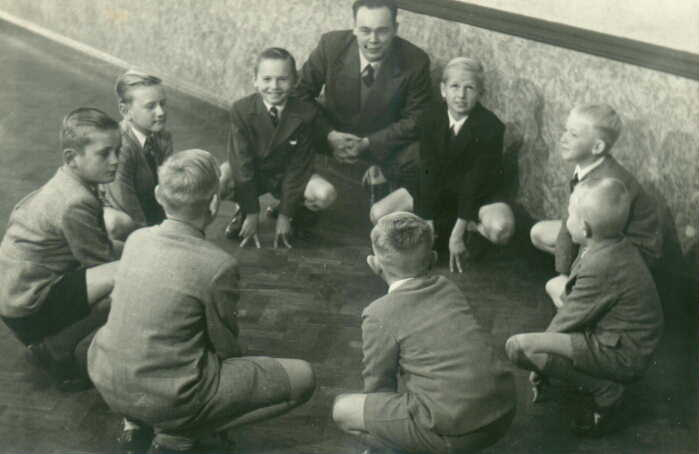
Grupo de boy scouts de los niños estonios-argentinos junto al entonces jefe scout Allan Soonets.

## Asociaciones y sitios de encuentro de estonios en Argentina
- Congregación Luterana La Reforma (ubicada en Vicente López, junto a la Residencia Presidencial de Olivos)/ Buenos Airese Reformatsiooni kogudus(Iglesia de la Reforma de Buenos Aires)
- Consulados Honorarios en Olivos, sobre la calle Juan B. Justo y sobre la calle Malaver al 1100.[12]
- Casa Estona de Buenos Aires / Buenos Airese Eesti Maja (ubicada en Villa Ballester, sobre la calle Vicente López)
- Funcionó también la Sociedad estonia 'Estonia, en Buenos Aires (sobre la calle Tucumán)

## Escritos relacionados
- E.E.L.K. Buenos Airese Reformatsiooni kogudus 1957-2010 [por Tõnis Nõmmik]*[13]
- Escape to the West in the memories of Estonians in Argentina.[por Aivar Jürgenson][14]

### Prensa estonia en Argentina
Algunas de las publicaciones de los estonios en Argentina han sido  'Kauge kodu' (El hogar lejano) y  'Estonia' , entre algunas otras.

## Estonia en Argentina
- El Coro Juvenil Femenino de la TV Estonia (dirigido por Aarne Saluvee) se presentaron en el Simposio Mundial de Música Coral realizado en Puerto Madryn. Realizaron varias presentaciones satélite como por ejemplo en Tandil (invitado por la Asociación Amigos del Coro Estable, y la Dirección General de Cultura y Educación del Municipio de Tandil) y en Viedma (en un evento que contó con la organización de la Municipalidad de Viedma, la Agrupación Coral Padre Ramírez Urtazum y el Coro del Balneario El Cóndo).[18][19][20][21][22]

- El director de teatro Jaan Urvet y el actor Kristjan Kuntu(Ambos artistas son parte del grupo denominado "Kateater") se presentaron en 2004 en Campana con la obra ¨El cruce sobre el Niágara¨. El evento contó con la presencia del Cónsul Honorario de Estonia en Argentina, Sr. Peet Pullisaar. Guillermo Rodoni, como presidente de la Alianza Sudamericana de Teatro, invitó al grupo Kateater para presentarse en Argentina y participar luego en el Festival Internacional de Teatro de Puerto Montt en Chile.[23][24]

- En abril de 2008 el ministro de Asuntos Exteriores de Estonia, Urmas Paet, se entrevistó con los estonios que viven en Argentina.[25]